# Federico de Roberto
Federico de Roberto (Nápoles, 16 de enero de 1861 - Catania, 26 de julio de 1927) fue un escritor italiano, uno de los más importantes representantes del Verismo. Ha influido en autores como Leonardo Sciascia y Tomasi di Lampedusa, cuya novela El gatopardo sigue en varios aspectos la obra maestra de De Roberto Los virreyes.

## Biografía
De Roberto nació en Nápoles, pero creció en Catania, donde su madre, siciliana, regresó tras haberse quedado viuda. Fue allí donde comenzó sus estudios, orientados en un primer momento hacia la formación científica. Al poco tiempo, sin embargo, se decantó por el estudio de la cultura clásica, especialmente de latín y de literatura.
Un momento importante en la formación del escritor lo supuso el encuentro con Paul Bourget, durante una estancia de éste en Sicilia. Bourget era muy conocido en esa época por sus estudios psicológicos y por sus novelas, en las que analizaba de forma minuciosa la conciencia de los personajes, tratando de realizar una especie de “anatomía moral” de los mismos.
En Milán coincidió con Giovanni Verga, Emilio Praga, Arrigo Boito, Giuseppe Giacosa y Giovanni Camerana consolidándose una gran amistad con todos los miembros del grupo, en especial con Verga y Capuana. En ese periodo milanés colaboró en el Corriere della Sera y publicó diversas narraciones, así como su obra maestra “Los virreyes” (I vicerè). 
En 1897 retornó a Catania, donde permaneció hasta su muerte, con excepción de algún pequeño viaje a la Italia peninsular. En esta ciudad llevó una existencia humilde, alejada de lujos, y trabajando como bibliotecario, ya que sus obras narrativas no obtuvieron el éxito esperado.

## Listado de obras (incompleto)
- Encelado, 1887, volumen de poesías.
- Documentos humanos 1888
- Ermano Raeli 1889
- La ilusión 1891
- Los virreyes 1894
- El miedo 1921
- El imperio 1929 póstumo

## Adaptaciones cinematográficas
Roberto Faenza adaptó Los virreyes al cine.